# Benjamin Lotze
Benjamin Lotze (* 14. März 1982) ist ein ehemaliger deutscher Basketball- und Footballspieler.

## Werdegang
Lotze gelang 2000 der Sprung von der Jugend in das erweiterte Bundesliga-Aufgebot von Met@box Braunschweig. Seinen ersten von insgesamt vier Bundesliga-Einsätzen verbuchte der 1,92 Meter große Guard- und Flügelspieler im Mai 2001 und den letzten im Februar 2004. Lotze kam mit Doppelspielrecht bei der SG Braunschweig in der 2. Basketball-Bundesliga zum Einsatz.
In den Spieljahren 2006 und 2007 gehörte Lotze der American-Football-Mannschaft Braunschweig Lions an, mit der er in beiden Jahren deutscher Meister wurde.
Im Basketball spielte Lotze von 2010 bis 2014 für den MTV Bad Bevensen Lüneburg in der 2. Regionalliga.